# 서부 행정구

서부 행정구의 위치

서부 행정구 또는 자파드니 행정구(러시아어: Западный административный округ)는 모스크바의 구로, 면적은 153km2, 인구는 1,049,104명(2002년 기준)이다. 13개 구를 관할한다.